# ヴェネツィア共和国大評議会
ヴェネツィア共和国大評議会（イタリア語: Maggior Consiglio）とは、ヴェネツィア共和国の最高政治機関である。ドージェ宮殿の大広間で開催された。以下、大評議会と略す。
ドージェをはじめ、他のすべての評議会や数多くの行政機関における人事を担当し、すべての事柄について無制限の主権を持っていた。大評議会への参加は、ヴェネツィア貴族のリブロ・ドーロ（黄金の書）に登録されている貴族の世襲制で、排他的な権利であり、彼らが国家を構成していた。

## 歴史

### 起源
初期の『賢人会議（Consilium Sapientium）』は、ドージェの個人的な評議会としてしばらくの間存在していたと思われる。
しかし、1143年からは、主権者である民衆議会の恒久的な代表として、公爵の脇を固めて政治を行う新しい議会が作られた。
この法律により、『ヴェネツィア・コミューン』が誕生し、国家の共同体形態が正式に決定された。
それから30年も経たない1172年、議会は大評議会という名の主権的な議会に変わった。
当初は35人、後には100人の評議員で構成されていた。
1179年からは新しいクアランティアのメンバーに権利が追加された。
1207年以降、評議員は民衆議会が直接任命するのではなく、民衆議会が選んだ3人の選挙人が任命することになった。その後、選挙人は1230年に7人に増えた。
最近になって大評議会についての同様の文書が2つ発見されている。
そのうちの1つは『フラーリ（dei Frari）』と呼ばれるもので、大評議会で最初の行政官が選出された812年からのサン・マルコの行政官の完全なリストが記載されている。ピエトロ・トラドニコが「XV Lugio」で選出され、「バロッテ」で賛成が400、反対が19だった。この文書の年代は、認識されている大評議会の成立と一致しないため、ヴェネツィア・コミューンはそれ以前に存在していた可能性がありる。そのため、現時点においてこの仮説は、これまで知られている歴史を覆すものではないと考えられる。

### セラータ大評議会
評議会への参加を世襲制にしたり、評議会自身が共同で参加するようにする案は、1286年のジョヴァンニ・ダンドロ、1296年のピエトロ・グラデニーゴの両ドージェの下で提示され、却下されていた。
しかしこの頃になると、貴族や、ドージェであるグラデニーゴ自身が、強くなりすぎた共和国政府への参加の安定性と継続性を確保したいと考えるようになり、1297年2月28日に「セラータ大評議会」が制定された。この措置により、大評議会は、それまでの4年間にすでにメンバーであったすべての人々に権利を与えて開かれ、毎年、その子孫の中から40人が選ばれた。
また、この改革により、審議会のメンバー数は無制限になった。ただ、新規メンバーは、メンバー数に制限があった。
1315年7月19日には、「リブロ・ドーロ（黄金の書）」の作成が命じられ、18歳になると大評議会に入ることができる者の名前を記入することができるようになった。
1319年、最後の一歩を踏み出した。黄金の書に登録されている人について慎重に検討され、その後、評議会の新しいメンバーを選出する可能性が廃止され、すべての男性貴族が25歳になると自動的に大評議会に参加できるようになった。
ただし、毎年サンタ・バルバラの日に抽選される30人は、20歳になるとすでに参加できるようになった。
1423年には、今では無用の長物となった人民評議会を正式に廃止した。

### 16世紀から共和国崩壊まで
1498年には聖職者が大評議会から除外され、
1506年と1526年には貴族階級となれる権利の確認を容易にするために出生と結婚の登録簿が作成された。
1527年には、都市の名家出身の20歳以上の男性全員から選ばれた、大評議会に座る権利を持つ人の数は、最大で2746人に達した。
セラータの規定の影響により、評議員の数が劇的に増加したため、16世紀から貴族はドージェの宮殿で投票を行った。このような組織を運営することは明らかに困難であり、権利として参加した人々の実際の能力を評価することができなかったため、政府の最も重要な機能を、より合理的で選択された小さな組織、特に上院に委ねることになった。
まれに、重大な危機や経済的困難に直面したとき、国への多額の寄付と引き換えに、大評議会への参加が新しい家族に許されることがあった。これはキオッジャの戦争やカンディアの戦争のときの場合で、莫大な戦費をまかなうために、戦争活動を最も経済的に支援していた家族が参加する権利を与えられた。
もう一つの特徴は、富裕である貴族と、貧乏な貴族（バルナボッティ）との間に、時を経て分裂が生じていた。そのため、しばしば評議会で貴族の両サイドが衝突し、票の売買が行われる可能性も出てきた。
1797年5月12日、ナポレオンの侵攻に直面にして、大評議会は最後のドージェであるロドヴィコ・マニンの退位を受け入れ、貴族議会を解散し、ヴェネツィア共和国の終焉を宣言した。規定の定足数である600名に満たなかったにもかかわらず、大評議会は非常に多数の賛成票（賛成512票、反対30票、棄権5票）を得て、共和国の終焉と、暫定政府への権限移譲を決定した。そして5月16日、ヴェネツィアの臨時市政府が設立された。

## ブローリオ
最も重要な投票の際に、大評議会のメンバーは、パラッツォ・ドゥカーレ（ドージェの官邸）前の「ブローリオ」と呼ばれるエリアに集まり、いわゆる「バルナボッティ」（衰退した貧しい貴族）が候補者と票を交換した。このような行為から、選挙違反を意味する「ブローリオ」という言葉が生まれた。